# Programme de reconnaissance de l'attractivité
Le programme de reconnaissance de l'attractivité des établissements de santé (Magnet recognition programme) est géré par le centre des infirmières américaines diplômées (ANCC pour American Nurses Credentialing Center) qui reconnait les organisations de santé qui offrent un travail infirmier d'excellence. 

## Présentation
Ce programme est considéré comme la plus haute reconnaissance pour l'excellence des soins infirmiers ,. 
Le programme offre aussi l'occasion de disséminer des pratiques et des stratégies infirmières qui fonctionnent. L'ANCC proclame qu'un ensemble grandissant de recherche indique que les hôpitaux magnétiques ont de plus hauts pourcentage d'infirmières inscrites satisfaites, un moindre tournoyer des infirmières inscrites, une amélioration des indicateurs de santé et une amélioration de la satisfaction des patients .

## Histoire
En décembre 1990, le conseil d'administration  de l'association américaine des infirmières accepta la création du programme de reconnaissance des hôpitaux attractifs pour l'excellence des soins infirmiers. Le programme était basé sur une étude plus précoce de l'académie nationale de soins infirmiers qui identifiait 14 caractéristiques des organisations de santé qui excellaient dans le recrutement et dans la capacité à garder des infirmières diplômées
Suivant un programme pilote qui a rassemblé 5 hôpitaux, en 1994, l'ANCC accorda la première reconnaissance d'attractivité à l'université de Washington Centre médical à Seattle (État de Washington).
En 1997, l'ANCC changea de nom de programme pour devenir le programme de reconnaissance des services infirmiers attractifs. L'année suivante, un programme a été étendu à l'ANCC pour inclure la reconnaissance des dispositifs de soins chroniques. 
En 2000, l'ANCC a reçu de nombreuses requêtes pour étendre le programme en dehors des États-Unis. Le conseil d'administration de l'ANCC a ainsi agrandi le programme à la reconnaissance d'organisations de santé à l'étranger.
En 2002, l'ANCC a une fois encore changé son nom officiel du programme pour son nom actuel le programme de reconnaissance d'attractivité.

## L'idée du concept
Le programme est basé sur les 14 caractéristiques d'attractivité des dispositifs de santé décrit en 1983 par une étude de l'AAN. Ces caractéristiques sont connues sous le nom de forces d'attractivité. Ces forces sont groupées en 5 composantes qui représentent la structure qui distingue les organisations attractives

### Adaptabilité des directeurs
Cet élément inclut les forces de qualité de direction de soins infirmiers et le style de management.

### La responsabilisation structurelle
Cet élément inclut les forces d'une structure organisées, des politiques de personnes et des programmes, une organisation de la communauté et de la santé, l'image de l'infirmière, et le développement professionnel

### Les pratiques professionnelles exemplaires
Cet élément inclut la force des modèles de soins professionnels, la consultation de ressources, l'autonomie, les capacités d'enseignement des infirmières et le développement professionnel
Nouvelle connaissance, innovation et améliorations

### Cet élément inclut la force de l'amélioration de la qualité
Les résultats de qualité empiriques
Cet élément inclut la force de qualité des soins